# Norris c. Irlande
Norris c. Irlande est un arrêt de la Cour européenne des droits de l'homme datant du 26 octobre 1988 qui établit que le maintien du Criminal Law Amendment Act de 1885 en Irlande est contraire à la Convention européenne des droits de l'homme. Il condamne ainsi l'Irlande pour discrimination envers les homosexuels.
Cet arrêt, qui reprend essentiellement l'affaire Dudgeon c. Royaume-Uni de 1981, contraint l'Irlande à légaliser l'homosexualité en 1993.